# Repeszgránát
A repeszgránát a   gránátok egyik fajtája. Vékony falú, sok robbanóanyaggal töltött tüzérségi lövedék, amely az ellenség szabadban vagy gyenge fedezék mögött lévő élő erejének repeszekkel való leküzdésére, tüzérségi ütegek lefoglalására szolgál. Érintkezéskor azonnal robban, és a lövedék fala számos apró, pusztító hatású fémdarabkára, vagyis repeszre szakad szét. Emiatt a robbanástól valamivel nagyobb távolságra is hatékony.  Alkalmazható létesítmények lőréseinek lövésére is. Ezen gránátokkal szemben alapvető követelmény a repeszhatás erősségének növelése, hogy minél nagyobb hatósugár mellett maximális mennyiségű ölő hatású repeszt biztosítsanak.